# Quadrangle de Galindo
Pour les articles homonymes, voir Galindo (homonymie).
Le quadrangle de Galindo (littéralement :  quadrangle du cratère Galindo), aussi identifié par le code USGS V-40, est une région cartographique en quadrangle sur Vénus. Elle est définie par des latitudes comprises entre 0° et 25° S et des longitudes comprises entre 240° et 270° E,. Il tire son nom du cratère Galindo.